# Liste des ePrix de la Formule E
 (avril 2025).
Ce qui suit est une liste complète d'ePrix et de circuit faisant partie du Championnat du monde de Formule E depuis sa création en 2014.
Le terme ePrix est dérivé de la tradition de monoplace du Grand Prix, tout en changeant le terme pour représenter sa nature de l'utilisation uniquement des voitures électriques. Les ePrix se déroulent presque exclusivement sur des parcours urbains centrés sur les villes. Les circuits ont une longueur variant de 2 à 3 km, pour assurer une longueur de piste traditionnelle en termes de tours. Les ePrix ont généralement une distance de course entre 80 et 115 km.
Au 30 juillet 2023, à l'issue de l'ePrix de Londres et de la saison 2022-2023, 116 ePrix ont été disputés.

## ePrix actuels (saison 10)
| ePrix                     | Circuit                               | Saison                         |
| ------------------------- | ------------------------------------- | ------------------------------ |
| ePrix de Berlin           | Circuit de Berlin-Tempelhof           | 1, 3, 4, 5, 63, 7, 8, 9''', 10 |
| ePrix de Dariya           | Circuit urbain de Dariya              | 5, 6, 7, 8, 9, 10              |
| ePrix de Hyderabad        | Circuit urbain de Hyderabad           | 9, 10                          |
| ePrix de Sao Paulo        | Circuit urbain de Sao Paulo           | 9, 10                          |
| ePrix de Portland         | Portland International Raceway        | 9, 10                          |
| ePrix de Londres          | Circuit d'ExCeL London                | 7, 8, 9, 10                    |
| ePrix de Mexico           | Autódromo Hermanos Rodríguez          | 2, 3, 4, 5, 6, 8, 9, 10        |
| ePrix de Monaco           | Circuit de Monaco                     | 1, 3, 5, 7, 8, 9, 10           |
| ePrix de Shanghai         | Circuit International de Shanghai     | 10                             |
| ePrix de Misano Adriatico | Misano World Circuit Marco Simoncelli | 10                             |
| ePrix de Tokyo            | Circuit urbain de Tokyo               | 10                             |

En gras : ePrix ayant eu une double manche

## ePrix des saisons précédentes (saisons 1 à 9)
| ePrix                   | Circuit                               | Saison        |
| ----------------------- | ------------------------------------- | ------------- |
| ePrix de Berlin         | Circuit urbain de Berlin              | 2             |
| ePrix de Berne          | Circuit urbain de Berne               | 5             |
| ePrix de Buenos Aires   | Circuit urbain de Puerto Madero       | 1, 2, 3       |
| ePrix de Hong Kong      | Circuit de Central Harbourfront       | 3, 4, 5       |
| ePrix de Londres        | Circuit de Battersea Park             | 1, 2          |
| ePrix de Long Beach     | Circuit urbain de Long Beach          | 1, 2          |
| ePrix de Miami          | Circuit urbain de la Baie de Biscayne | 1             |
| ePrix de Montréal       | Circuit urbain de Montréal            | 3             |
| ePrix de Moscou         | Circuit urbain de Moscou              | 1             |
| ePrix de New York       | Circuit urbain de Brooklyn            | 3, 4, 5, 7, 8 |
| ePrix de Paris          | Circuit des Invalides                 | 2, 3, 4, 5    |
| ePrix de Pékin          | Circuit d'Olympic Green               | 1, 2          |
| ePrix de Puebla         | Autódromo Miguel E. Abed              | 7             |
| ePrix de Punta del Este | Circuit urbain de Punta del Este      | 1, 2, 4       |
| ePrix de Putrajaya      | Circuit urbain de Putrajaya           | 1, 2          |
| ePrix de Santiago       | Circuit urbain de Santiago            | 4             |
| ePrix de Santiago       | Circuit du parc O'Higgins             | 5, 6          |
| ePrix de Sanya          | Circuit urbain de Sanya               | 5             |
| ePrix de Valence        | Circuit Ricardo Tormo                 | 7             |
| ePrix de Zurich         | Circuit urbain de Zurich              | 4             |
| ePrix de Séoul          | Circuit urbain de Séoul               | 8             |
| ePrix de Marrakech      | Circuit Automobile Moulay el Hassan   | 3, 4, 5, 6, 8 |
| ePrix de Rome           | Circuit urbain de l'EUR               | 4,5,7,8,9     |
| ePrix de Jakarta        | Circuit urbain de Jakarta             | 8-9           |
| ePrix du Cap            | Circuit urbain du Cap                 | 9             |

En gras : ePrix ayant eu une double manche

## ePrix envisagés
| ePrix                      | État    |
| -------------------------- | ------- |
| ePrix de Birmingham        | Annulé  |
| ePrix de Bruxelles         | Annulé  |
| ePrix de Imola             | Annulé  |
| ePrix de Lugano            | Annulé  |
| ePrix de Saint-Pétersbourg | Anuulé  |
| ePrix de Sienne            | Annulé  |
| ePrix de Vancouver         | Reporté |